# The Sleepover Club
The Sleepover Club is een televisieprogramma gebaseerd op de boekenreeks van Rose Impey. Het programma gaat over vijf vriendinnen die samen een meidenclub hebben opgericht. Op hun clubavonden overnachten ze telkens bij een van de leden. De M&M's, een groep jongens, zijn hun aartsrivalen. De serie wordt in België uitgezonden op Ketnet.

## Cast (eerste reeks)

### The Sleepover Club
- Francesca (Frankie) Thomas (Caitlin Stasey)
- Rosie Cartwright (Eliza Taylor-Cotter)
- Felicity (Fliss) Sidebotham (Ashleigh Chisholm)
- Kendra (Kenny) Tam (Hannah Wang)
- Lyndsey (Lyndz) Collins (Basia A'Hern)

### M&M's
- Matthew McDougal (Ryan Corr)
- Marco de Pieri (Marco de Pieri)
- Michael Collins (Blake Hampson)

### Vijanden
- Sara (Annalise Woods)
- Alana (Ashleigh Brewer)

## Cast (tweede reeks)

### The Sleepover Club
- Charlie (Morgan Griffin)
- Tayla (Rachel Watson)
- Jess (Monique Williams)
- Brooke (Katie Nazer-Hennings )
- Maddie (Emanuelle Bains)
- Frankie

### Blockheads
- Jason (James Bell)
- Simon (Nathan Coenen)
- Declan (Shannon Lively)

### Vijanden
- Krystal (Julia O'Connor)
- Caitlin (Ruby Hall)